# Cleonymus longigaster
Cleonymus longigaster (лат.) — вид хальцидоидных перепончатокрылых наездников подсемейства Cleonyminae из семейства Pteromalidae.

## Распространение
Африка: Марокко.

## Описание
Относительно крупные хальцидоидные перепончатокрылые наездники, длина тела около 8 мм. Основная окраска тёмная с бронзовым металлическим отливом; ноги светлее, красновато-коричневые. Мезоскутум, аксиллы и скутеллюм сетчатые. Личинки — паразиты жуков-дровосеков Lucasianus levaillanti (Lucas, 1849) (Coleoptera: Cerambycidae), развивающихся на хвойных деревьях, известных как берберийская туя или сандараковое дерево (Tetraclinis articulata, Кипарисовые) около Mechraa Hammadi (Восточный Марокко).

## Классификация и этимология
Вид был впервые описан в 2019 году энтомологами из Марокко (Khadija KISSAYI, Souâd BENHALIMA) и Румынии (Mircea-Dan MITROIU) по типовым материалам из Марокко. Близок к видам Cleonymus canariensis, Cleonymus balcanicus, Cleonymus brevis, Cleonymus laticornis, Cleonymus obscurus. Видовое название дано по признаку удлинённой формы брюшка (longigaster).